# Sayonara Rose Garden
Sayonara Rose Garden (jap. さよならローズガーデン Sayonara rōzu gāden) – manga z gatunku yuri autorstwa Dr. Pepperco, publikowana w magazynie internetowym „MAGxiv” wydawnictwa Mag Garden od 9 lipca 2018 do 13 stycznia 2020.

## Fabuła
Historia rozgrywa się na początku XX wieku. Opowiada o młodej Japonce, Hanako Kujo, która wyjeżdża do Anglii, aby spełnić swoje marzenie o spotkaniu z pisarzem Victorem Franksem i sama zostać pisarką. Próbując poznać Victora Franksa, Hanako znajduje zatrudnienie jako osobista służąca u szlachcianki Alice Douglas, która wyjawia, że może ją mu przedstawić – ale tylko pod jednym warunkiem. Hanako musi zabić Alice. Zszokowana jej prośbą, Hanako postanawia lepiej poznać Alice, aby zrozumieć, co skłoniło ją do takiej prośby.

## Bohaterowie
- Hanako Kujo (jap. 九條 華子 Kujō Hanako) – aspirująca powieściopisarka, która wyjeżdża do Anglii w nadziei na spotkanie z ulubionym autorem, Victorem Franksem. Zamiast tego zostaje osobistą służącą szlachcianki Alice Douglas.
- Alice Douglas (jap. アリス・ダグラス Arisu Dagurasu) – szlachcianka, która przyjmuje Hanako na swoją osobistą służącą po tym, jak dowiaduje się, że próbuje ona odnaleźć Victora Franksa. Alice obawia się, że plotki o tym, że kiedyś miała romans z guwernantką, przyniosą hańbę jej rodzinie.
- Eliza McGovern (jap. イライザ・マクガヴァン Iraizu Makugawan) – była guwernantka i dawna sympatia Alice. Aby zachować reputację Alice, została wysłana do Japonii jako nauczycielka.
- Edward (jap. エドワード Edowādo) – szlachcic, który ma poślubić Alice. Ma nadzieję, że ich małżeństwo zakończy wszelkie plotki na temat Alice. Jest podejrzliwy wobec jej związku z Hanako.

## Publikacja serii
| Nr | Data wydania (język japoński) | ISBN (język japoński)  |
| -- | ----------------------------- | ---------------------- |
| 1  | 10 stycznia 2019              | ISBN 978-4-8000-0823-7 |
| 2  | 9 sierpnia 2019               | ISBN 978-4-8000-0883-1 |
| 3  | 7 lutego 2020                 | ISBN 978-4-8000-0936-4 |

## Odbiór
Manga generalnie zebrała pozytywne recenzje, z wieloma chwalącymi szczegółowe ilustracje i realistyczne przedstawienie homoseksualizmu w dwudziestowiecznej Anglii. W przewodniku po mangach na sezon wiosna 2020 serwisu Anime News Network, Rebecca Silverman pochwaliła poziom rozeznania, który widoczny jest w wykonaniu mangi, zauważając, że ubrania, literatura i wydarzenia historyczne są poprawne dla tego okresu oraz że te pomagają one w uziemieniu historii. Brittany Vincent z Otaku USA zauważyła, że fabuła będzie znajoma dla tych, którzy czytają mangi yuri, jednakże wciąż poleciła tytuł: „Mimo iż przewidywalne, Sayonara Rose Garden nadal jest warte przeczytania ze względu na umiejscowienie historii i delikatnie napisane postacie”. Natomiast Anthony Gramuglia z Comic Book Resources czuł, że pierwszy tom zbytnio skupił się na historycznym kontekście, zamiast na postaciach, mimo to stwierdził, że Sayonara Rose Garden jest świetnym przypadkiem fikcji historycznej, który pięknie oddaje napięcie i niepokoje epoki, jednocześnie przekazując historię zakazanej miłości.